# Castiglione Olona
Castiglione Olona – miejscowość i gmina we Włoszech, w regionie Lombardia, w prowincji Varese.
Według danych na rok 2004 gminę zamieszkuje 7696 osób, 1099,4 os./km².